# 前田直知
前田 直知（まえだ なおとも、天正14年（1586年） - 寛永7年9月23日（1630年10月28日））は、安土桃山時代から江戸時代前期にかけての武将。加賀藩人持組頭。加賀八家前田対馬守家第4代当主。
父は前田長種。母は前田利家の長女幸姫。弟は前田長時。正室は前田利長の養女牧村氏（祖心尼）、継室は前田利長の養女（長連龍の娘）竹（久香院、求光院）。子は前田直正、前田直成、前田恒知。幼名は長松。通称は美作、内記。

## 生涯
利長に仕え知行5000石、後に父の禄を合わせて1万石、人持組頭となる。小松城代を務め、大坂冬の陣、大坂夏の陣に出陣した。病のため、隠居して家督を嫡男直正に譲り、京都で療養する。三男直成は1500石の分知を受け分家した。寛永7年（1630年）9月23日没。享年45。戒名は鹿園院殿天翁源高大居士。
正室のおなあ（牧村利貞の娘）は、姑の幸姫との折り合いが悪く、離縁された。後に、蒲生家重臣町野幸和に再嫁、出家して祖心尼と名乗り、江戸城大奥で春日局の側近として仕えた。幸和との間に儲けた一人娘が産んだお振の方は将軍徳川家光の側室となり、千代姫の生母となった。直正の三男直成は母の再嫁先である町野家に養子入りするも、後に前田家に戻った。直成の子牧村直良は、祖母祖心尼の名跡を継いで幕府の旗本となり、500石を与えられた。
継室久香院の墓所は、生家長家の菩提寺金沢市野町開禅寺。